# Hallada Gennur, Basavana Bagevadi
Hallada Gennur là một làng thuộc tehsil Basavana Bagevadi, huyện Bijapur, bang Karnataka, Ấn Độ.